# Хокейні ковзани

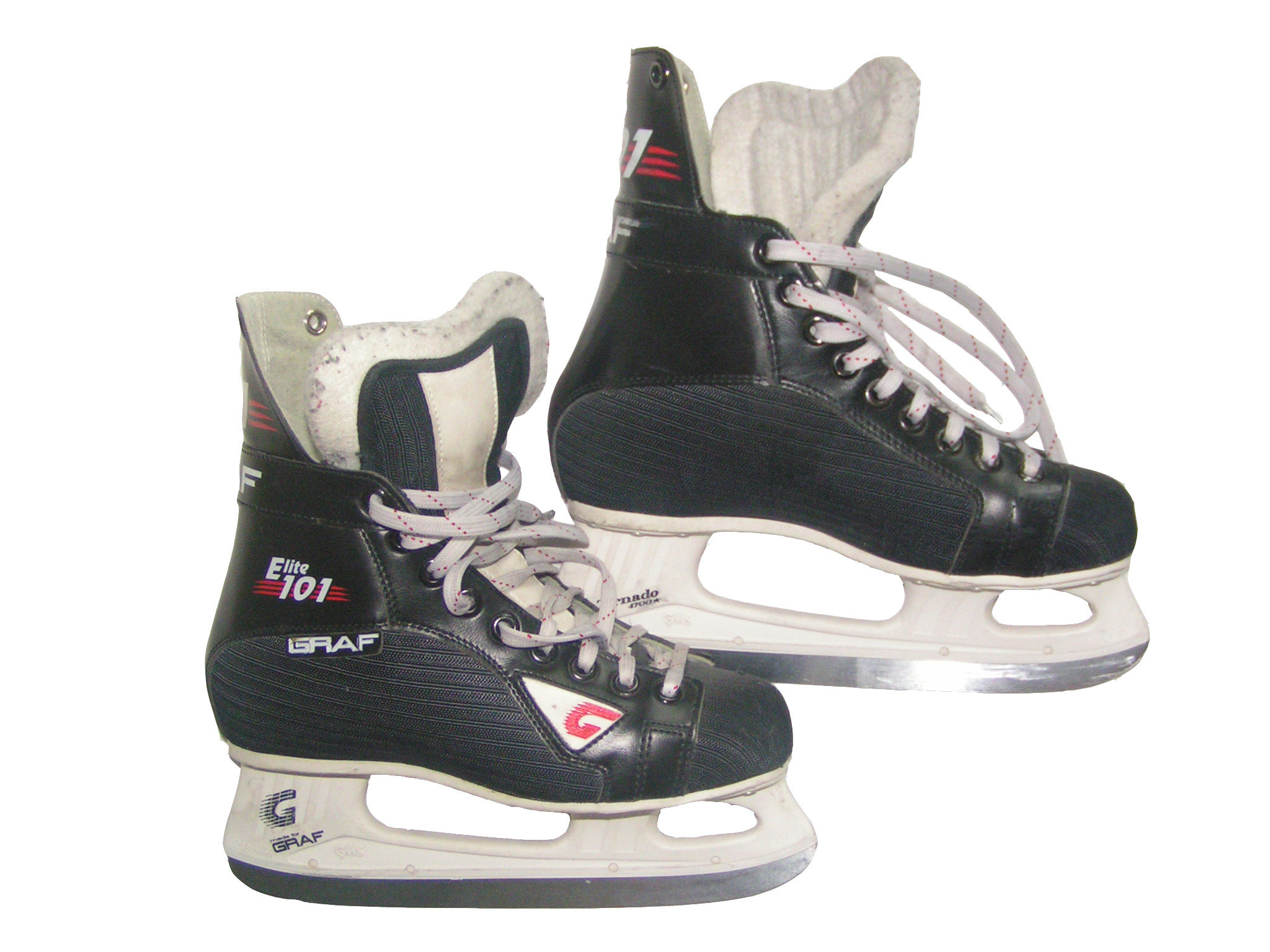
Ковзани польового гравця для хокею з шайбою

Хокейні ковзани — ковзани, призначені для хокею з шайбою та хокею з м'ячем. Такі ковзани призначені захищати стопу та кісточку від травм, попадання м'яча або шайби і при цьому забезпечувати комфорт. У хокеї дрібниць не буває — важливий кожен елемент екіпіровки і від правильності його вибору залежить ефективність дій гравця і ступінь його захищеності від пошкоджень.

## Історія
Перші в світі ковзани з'явилися близько 5000 років тому, і були з кісток тварин, які люди прив'язували до ніг шкіряними ременями. Перші хокейні ковзани були просто лезами з металу прив'язаними до звичайного взуття.

## Види ковзанів
Існують хокейні ковзани двох типів — для польових гравців і для воротарів. Серед першого розрізняються ковзани для хокею з шайбою і для хокею з м'ячем. Також ковзани за рівнем можна розділити на любительські, напівпрофесійні і професійні. У воротарських ковзанів на відміну від звичайних більш довге широке лезо, пластикова ударостійка зовнішня конструкція, укорочений задник і спеціальні отвори в стакані ковзана для кріплення щитків.

## Черевики
Черевики хокейних ковзанів виготовляються з синтетичних матеріалів (термопласт, етиленвінілацетат, поліпропілен, полівінілхлорид, поліпропілен, поліуретан, композитні матеріали).
У професійних ковзанах внутрішня частина черевика зроблена з термоматеріалів, які під впливом температури набувають анатомічної форми ноги. Підошва черевика хокейних моделей виготовляється, як правило, з пластику або з композитних матеріалів.
Існує правило — ковзани повинні бути на піврозміру (північноамериканської розмірної системі) більше, ніж нога. Головний критерій звичайно — наскільки комфортно ноги в черевику. Сенс тут в тому, що чим довше лезо, тим менше маневровність, але більше швидкісна витривалість, особливо важлива при грі без замін на великому полі. Заради збільшення своєї рухливості на льоду люди свідомо користуються ковзанами менших розмірів. Черевики для хокею з шайбою виготовляють з високим міцним задником, а для хокею з м'ячем — без нього.

## Стакан
При виборі хокейних ковзанів особливу увагу слід звернути на стакан — частину, що сполучає черевик і лезо. Стакани роблять для закритих і відкритих ковзанок (з морозостійкого пластику). Стакани на ковзанах професійного рівня зі змінними лезами. Основна відмінність стаканів це висота «п'яти».
Існують стакани з системою яка дозволяє змінювати висоту «п'яти» за рахунок зміни висоти кріплення леза (система PITCH від компанії MISSION). Сучасні технології дозволяють зробити стакан будь-якого кольору, роблять навіть прозорі. Кріпляться стакани до черевика в основному заклепками. Компанія GRAF випускає ковзани з гвинтовим кріпленням стаканів до черевика. Найпопулярніші стакани серед професіоналів це TUUK.

## Лезо
Леза для хокейних ковзанів виготовляються, в основному, з нікельованої або хромованої сталі. По довжині вони повинні збігатися з черевиком, а якщо і виготовляються з нержавіючої сталі, то з високим ступенем загартування. Для хокею з м'ячем леза зазвичай довші, виступають за краї черевика, як попереду носка, так і позаду п'ятки.
Дорогі моделі ковзанів оснащені знімними полозами, так як корпус черевика зношується не так інтенсивно, як його леза. Леза повинні бути гладкими і прямолінійними по всій довжині, без тріщин, вм'ятин, задирок. Заточка леза повинна бути гладкою з чіткими краями, зазвичай так роблять у хокеї з м'ячем, або, як полюбляють у хокеї з шайбою, мати напівкруглий увігнутий профіль по всій довжині. Гравці самі вибирають собі глибину і коло профілю заточування. Леза від різних виробників, як правило, не взаємозамінні.
У нікельованих лез поверхня повинна бути без матових і темних плям, крапок, подряпин, слідів іржі. Ознакою хорошого леза є матовий блиск у нержавіючої сталі, такі ковзани не знадобиться часто заточувати і ковзання у них дуже добре. Центр носка й п'яти підошви завжди повинен збігатися з лезом, в іншому випадку ковзан буде їхати в сторону.